# Arcadia (Iowa)
Arcadia és una població dels Estats Units a l'estat d'Iowa. Segons el cens del 2000 tenia 443 habitants.

## Demografia
Segons el cens del 2000, Arcadia tenia 443 habitants, 172 habitatges, i 125 famílies. La densitat de població era de 174,5 habitants per km².
Dels 172 habitatges en un 33,7% hi vivien nens de menys de 18 anys, en un 65,7% hi vivien parelles casades, en un 4,7% dones solteres, i en un 27,3% no eren unitats familiars. En el 25,6% dels habitatges hi vivien persones soles el 17,4% de les quals corresponia a persones de 65 anys o més que vivien soles. El nombre mitjà de persones vivint en cada habitatge era de 2,58 i el nombre mitjà de persones que vivien en cada família era de 3,11.
Per edats la població es repartia de la següent manera: un 27,5% tenia menys de 18 anys, un 8,6% entre 18 i 24, un 26,4% entre 25 i 44, un 15,8% de 45 a 60 i un 21,7% 65 anys o més.
L'edat mediana era de 38 anys. Per cada 100 dones de 18 o més anys hi havia 96,9 homes.
La renda mediana per habitatge era de 34.063 $ i la renda mediana per família de 45.278 $. Els homes tenien una renda mediana de 28.636 $ mentre que les dones 18.750 $. La renda per capita de la població era de 16.584 $. Entorn del 2,7% de les famílies i el 6,1% de la població estaven per davall del llindar de pobresa.

## Poblacions més properes
El següent diagrama mostra les poblacions més properes.